# Adam Johansson (politiker)
Adam Per Olof Johansson, född 27 april 1996 i Falköping, är en svensk politiker (moderat). Sen 24 juni 2019 är han kommunstyrelseordförande i Falköpings kommun. Han blev därmed den yngsta någonsin i Sverige att väljas till kommunstyrelsens ordförande.
Johansson var oppositionsråd i samma kommun från 2018 till 2019 och har tidigare arbetat som politisk sekreterare i Härryda kommun. Han var distriktsordförande för Moderata Ungdomsförbundet i Skaraborg från 2015 till 2018.
När tidningen Fokus listade 27 politiker som skulle prägla 2020-talet i december 2019 återfanns Johansson på en 12:e plats. Expressen rankade i januari 2020 de 30 mäktigaste politikerna i Sverige under 30 år, där fanns han med på en 25:e plats. 
Johansson har sedan 4 års ålder varit aktiv ryttare och har ett stort engagemang för ridsporten. Han är bland annat anlitad som speaker vid flera större ridsportarrangemang.